# Xavix
XaviXPORT, también vendida en Europa en las tiendas Decathlon como Domyos Interactive System  , es una consola doméstica basada en el fitness desarrollada por la empresa japonesa SSD Company Limited y lanzada en Estados Unidos en 2004   en venta durante la sexta generación de consolas de videojuegos . La consola utiliza cartuchos y controles inalámbricos .  Los controles tienen forma de equipo deportivo (como bates de béisbol o raquetas de tenis ), las acciones de los usuarios eran representadas en la pantalla de televisión mediante el uso de sensores en los controles. El precio minorista de XaviXPORT fue de USD $ 79,99 en el momento del lanzamiento.  Sin embargo, el sistema se vendió oficialmente a un precio tan bajo como $ 19.99 incluido con los controles de  tenis o bolos en su venta de liquidación de primavera de 2013.  En 2013, las redes sociales de Xavix quedaron en silencio, pero el sitio de comercio electrónico permaneció activo hasta 2017, cuando expiró el dominio oficial. 

## Hardware
XaviXPORT fue desarrollado por ocho ingenieros que trabajaron en la Nintendo Entertainment System .  Los procesadores se integraron en los propios cartuchos de juegos y los juegos más básicos usaban la misma CPU 6502  que usaba la NES. Se lanzaron juegos más avanzados utilizando la CPU 65816 de 16 bits, la misma CPU en la que se basó para el Ricoh 5A22, empleada por el Super NES .

## Software
Muchos juegos lanzados incluían los controles específicos necesarios para que el juego funcionara únicamente con ellos, mientras que otros controles eran compatibles con varios juegos. La biblioteca de juegos se comparte principalmente entre lanzamientos conjuntos en Japón y EE. UU., y  lanzamientos europeos que en su mayoría eran exclusivos.
Se sabe que se habían lanzado 23 títulos. la siguiente lista está incompleta. y aun no se ha confirmado que algunos juegos sean iguales o diferentes entre los lanzamientos regionales.
     El fondo amarillo indica que el cartucho del juego tiene una cámara integrada.
| #  | título en Estados Unidos | título en otras áreas                           | Accesorio/Controles |
| -- | ------------------------ | ----------------------------------------------- | --- |
| 1  | Baseball                 | ?                                               | bate de baseball y pelota                                                                                                |
| 2  | BassFISHING              | ?                                               | caña de pescar |
| 3  | Bowling                  | ?                                               | bola de Bowling |
| 4  | PowerBoxing              | XaviX PowerBoxing                               | guantes de boxeo |
| 5  | Eyehand                  | ?                                               | 2 sensores de guantes |
| 6  | Golf                     | 'XaviX Golf (サピックスゴルフ Sapikkusugorufu?) | Sensor infrarrojo y 2 Golf Clubs + 3 opcional Clubs                                                                      |
| 7  | J-Mat                    | XaviX AEROSTEP                                  | J-Mat (sensor de pasos) y dos pesas de mano de 1 libra                                                                   |
| 8  | Lifestyle Manager        | ?                                               | Báscula electrónica y mando a distancia..                                                                                |
| 9  | Music & Circuit          | ?                                               | Sistema de importación de música (adaptador de conector para auriculares) y sensor de pasos                              |
| 10 | Tennis                   | ?                                               | 2 raquetas de tenis |
| 11 | N/A                      | Domyos Step Concept                             | Step Mat and Step 160 o Domyos Mat                                                                                       |
| 12 | N/A                      | Domyos Fitness Dance                            | Step Mat y Step 160 o Domyos Mat y Music Import System (adaptador de conector para auriculares integrado en el cartucho) |
| 13 | N/A                      | Domyos Fitness Adventure                        | Step Mat and Step 160 o Domyos Mat                                                                                       |
| 14 | N/A                      | Domyos Fitness Exercises                        | Step Mat and Step 160 o Domyos Mat                                                                                       |
| 15 | N/A                      | Domyos Fitness Play                             | 4 pulseras reflectantes                                                                                                  |
| 16 | N/A                      | Domyos Fitness Training                         | Kit de entrenamiento Domyos (con barra)                                                                                  |
| 17 | N/A                      | Domyos SoftFitness                              | 2 sensores de guantes |
| 18 | N/A                      | Domyos Fit'Race                                 | Bike Concept (adaptador para bicicleta estática) / VM 480 o VM 740 (bicicletas estáticas)                                |
| 19 | N/A                      | Hot Plus                                        | |
| 20 | N/A                      | PowerKIDS                                       | |
| 21 | N/A                      | PowerKIDS Jr.                                   | |
| 22 | N/A                      | Step Slowly                                     | |
| 23 | N/A                      | XaviXmobile Brain Club                          | |